# اشفورد، کنت
latitudeاشفورد، کنتlongitudeاشفورد، کنت
اشفورد، کنت (به انگلیسی: Ashford) شهری در منطقهٔ لندن کشور انگلستان است که این کشور خود بخشی از بریتانیا محسوب می‌شود. این شهر در سال ۱۹۹۱ میلادی ۵۲٫۰۰۲ نفر جمعیت داشته و در سرشماری سال ۲۰۰۱ جمعیت آن به ۵۸٫۹۳۶ نفر رسیده‌است. میزان رشد سالانهٔ جمعیت اشفورد، کنت ‎۰٫۷۷ درصد می‌باشد و جمعیت این شهر در سال ۲۰۱۲ به ۶۴٫۱۴۱ نفر تغییر یافت.